# クレオメネス1世
クレオメネス1世（古希: Κλεομένης Α'、古代ギリシア語ラテン翻字: Cleomenes I、? - 紀元前489年、在位：紀元前520年 - 紀元前489年）は、アギス朝のスパルタ王である。

## 王位継承
クレオメネス1世はアナクサンドリデスとその2人目の妻との子であり、異母弟としてドリエウス、娘であるゴルゴーの婿で次の王になるレオニダス1世、クレオンブロトスがいる。アナクサンドリデス2世没後、王位は長男であったクレオメネスが紀元前520年に継いだ。ヘロドトスによれば、クレオメネスの頭脳は正常ではなく、狂気の気があったようである。
クレオメネスの王位継承に際し、我こそは王位を継ぐものと思っていたドリエウス（彼は1人目の妻の子だった）はクレオメネスの統治下に甘んずることを良しとせず、植民地開拓団の指導者として国を出たが、シケリアでのフェニキア人とエゲスタ人との戦いの最中戦死した。

## アテナイへの干渉
僭主ペイシストラトス一族によってアテナイから追放されたアルクメオン家は、紀元前510年、ペイシストラトスの子でアテナイの僭主ヒッピアス打倒のための助力をスパルタに要請した。その際、アルクメオン家（首謀犯はクレイステネス）はデルポイの巫女を買収し、巫女にアルクメオン家を助けるべしとの神託をさせ、それを受けたクレオメネスはその通りにした。まず、スパルタはアテナイへ将軍アンキモリオスを派遣したが、ヒッピアスの援軍としてやってきたテッサリア騎兵1000騎にアンキモリオスは敗死した。次にクレオメネスは自ら総司令官として出陣した（紀元前510年）。テッサリア軍を破り、ペラルギオン砦に篭った僭主の一党を包囲した。当初ヒッピアス派には篭城の備えが十分あり、スパルタ軍には城攻めの意図はなかったが、偶然包囲軍が国外へ逃亡しようとしていたペイシストラトス一族の子女を捕らえたことでヒッピアス派は混乱し、5日以内にアッティカを去るという条件で降伏した。アテナイを僭主から解放したクレオメネスは大きな名声を得た。
その後、アテナイではイサゴラスとクレイステネスが政権を争い、平民を味方につけたクレイステネスが勝利した。そこでイサゴラスはクレオメネスに助けを求め、軍を率いてやってきたクレオメネスはクレイステネスたちを「穢れ人｣（かつて反乱者キュロンたちに生命を助けると言いつつも約束を反故にして彼らを処刑し、その責任をアルクメオン家が問われたことから）として追放すべしと弾劾した（紀元前508年）。彼らを追放したクレオメネスはブーレー（en:Boule (ancient Greece)：評議会）を廃止してイサゴラス派の300人に政権を委ねようとし、反対したブーレーをアクロポリスに包囲したがアテナイ人による包囲攻撃を受けて失敗したため、クレオメネスはアテナイを去った。
これに怒ったクレオメネスは続く年にアテナイに復讐をし、イサゴラスをアテナイの僭主とするためにペロポネソス軍を率いてエレウシスに侵攻した。クレオメネスの軍はオイノエとヒュシアイを占領したものの、軍うちのコリントス軍が自分たちの行いは正しくはないと考えて引き上げ、続いてデマラトスも引き上げたことにより侵攻作戦は失敗した。
その後、クレイステネスによる巫女の買収が明るみに出、また独裁者から解き放たれて強大となりつつあるアテナイを警戒したクレオメネスは対アテナイ政策を一転した。彼はヒッピアスと同盟諸国の使節を招いてヒッピアスをアテナイに復権させようと提案したが、コリントスでかつて起った僭主政の惨禍を引き合いに出して僭主政を厳しく批判したコリントス人ソクレスを皮切りに反対意見が続出し、結局計画は中止された。その後ヒッピアスはペルシアを頼り、これが後の第一次ペルシア戦争の一因となった。

## イオニアの反乱とその余波
紀元前499年、ミレトスの僭主アリスタゴラスがスパルタに来て、クレオメネスにペルシアへのイオニアの反乱への協力を要請した。アリスタゴラスはペルシアの富について語って、ペルシアに勝てばそれらはスパルタのものだと言ってクレオメネスを説得したが、ペルシアとの距離の大きさを知るやいなやクレオメネスは彼を追い返した。ヘロドトスによれば、クレオメネスの娘ゴルゴがクレオメネスにアリスタゴラスは彼を堕落させようしていると言って、この男を信じないように警告したという。結局イオニアの反乱は紀元前494年に鎮圧され、アリスタゴラスは逃亡中のトラキア人と戦いで戦死した。
イオニアの反乱の鎮圧と同年の紀元前494年、デルフォイにてアルゴスを占領できるとの神託を受けたクレオメネスはアルゴスに侵攻し、アルゴス軍をセペイアの戦いにて破った。この戦いでアルゴスは成年男子のほとんどを失い、その数はヘロドトスによれば6000、パウサニアスによれば5000にものぼった。この戦いでの不手際で反対者によって彼は訴えられたが、無罪を勝ち取った。
イオニアの反乱を鎮圧した後ペルシアはギリシアに侵攻し、その時多くの都市国家は早々に服従した。紀元前492年にはアイギナがペルシアに服従した時、アテナイはそれはアテナイの不倶戴天の敵であったアイギナがペルシアと組んでアテナイを攻めようとしたためであるとし、また、その報を受けたクレオメネスはギリシアを裏切ったとしてその首謀者を逮捕しようとした。しかし、もう一人のスパルタ王デマラトスはそれに協力しようとせず、アイギナ側は王が二人いないからと言って引渡しを拒んだ。
デマラトスの度重なる妨害に堪忍袋の緒が切れたクレオメネスはエウリュポン朝の王族レオテュキデスと協力した。デマラトスの出生の秘密を根拠として彼を廃位し、レオテュキデスを王に据えた。こうして二人の王は改めてアイギナにペルシアへの協力者の引渡しを要求し、アイギナはそれに従い、引き渡された人々はアテナイに身柄を引き渡された。

## 晩年
紀元前490年、デマラトスへの陰謀が露見し、クレオメネスはテッサリアへ逃亡した。そして、彼はアルカディア人を糾合してスパルタに対して戦争を起こそうとしたが、それを恐れたスパルタ人は彼に帰国を許し、彼は王位に返り咲いた。しかし、彼は発狂し、近親者たちは木製の足枷を付けて彼を監禁した。その最中クレオメネスは看守に短剣を渡せと言い、短剣を受け取ると自らの体を切りつけて自殺した。クレオメネスの発狂と悲惨な死についてアルゴス人はセペイアの戦いの後クレオメネスが神域の樹木を焼いた神罰であると、ヘロドトスはデマラトスを陥れた罰であると主張している。
次の王位には弟でゴルゴの婿のレオニダス1世がついた。

## 註
1. ↑  ヘロドトス, V. 39-42
2. ↑  ibid, V. 64-65
3. ↑  パウサニアス, III, 4, 2
4. ↑  ヘロドトス, V. 70-72
5. ↑  ibid, V. 74-75
6. ↑  ibid, V. 91-94
7. ↑  ibid, V. 49-51
8. ↑  パウサニアス, III, 4, 3
9. ↑  ヘロドトス, VII. 148
10. ↑  ヘロドトス, VI. 76-82
11. ↑  ibid, VI. 50
12. ↑  ibid, VI. 60-66
13. ↑  ibid, VI. 73
14. ↑  ibid, VI. 74-75
15. ↑  ibid, VII. 205